# Amine aromatique

Formule chimique de l'aniline, la plus simple des amines aromatiques.

Les amines aromatiques sont des amines liées à un ou plusieurs cycles aromatiques, plus ou moins toxiques selon leurs caractéristiques chimiques.
Des amines aromatiques sont utilisées ou produites dans de nombreux processus industriels (dans l'industrie chimique principalement).

## Classification
Elles sont regroupées dans une même famille chimique mais leur toxicité est variable d'une substance à l'autre.

## Toxicologie
Dispersées dans l'environnement, l'eau ou les aliments, ces amines sont des polluants ou contaminants indésirables.
La population générale peut y être exposée de diverses manières principalement via le tabagisme et lors d'apports alimentaires.
Les voies de contamination peuvent être cutanée, respiratoire (inhalation) et digestive).
Les effets toxiques aigus connus sont :
- une méthémoglobinémie (aniline) ;
- une anémie hémolytique ;
- une hépatite (MDA) ;
- une rhabdomyolyse avec Insuffisance rénale chronique ;
- une cardiomyopathie ;
- une atteinte oculaire.

Les effets chroniques sont notamment :
- une irritation ;
- une sensibilisation cutanée ou respiratoire (dans le cas par exemple du para-phénylène diamine).

## Risquecancérogène
Un certain nombre de ces composés (benzidine, β-naphtylamine) sont connus pour être cancérogènes chez l'homme et classés comme tels dans la catégorie 1 (cancérogènes certains pour l'homme) du CIRC.

### Benzidine
L’association entre une exposition à la benzidine et un risque élevé de cancer de la vessie est connue depuis les premières décennies du XXe siècle.
Malgré les difficultés d’interprétation en raison de l’exposition concomitante à d’autres amines aromatiques ou à des impuretés, les preuves sont considérées aujourd’hui comme suffisantes.
La diminution de l’incidence de nouveaux cas chez les salariés exposés après 1950, date à laquelle des mesures de prévention ont permis de réduire très nettement l’exposition, en a encore apporté une preuve supplémentaire.
La pénétration du produit peut se faire par voie orale (mains souillées), respiratoire et surtout cutanée.
L’effet cancérogène est retardé dans le temps avec un temps de latence particulièrement long (16 à 18 ans d’après les études épidémiologiques).
D’autres dérivés aminés et nitrés des hydrocarbures aromatiques sont également classés cancérogènes.

### Liste annexée à l'arrêté du 5 avril 1985
- Dérivés aminés du diphényle
- Amino-4-diphényle (xénylamine)
- Benzidine et les dérivés suivants : o-dianisidine (3,3' diméthoxybenzidine), 3,3' dichlorobenzidine (O-dcb), o-toluidine (3,3' diméthylbenzidine)
- Colorants directs dérivés de la benzidine : noir 38, bleu 6 et brun 95
- Naphtylamines : 2-Naphtylamine (β-naphtylamine)
- Dérivés aminés du diphénylméthane : méthylène bis orthochloroaniline, auramine O (chlorure de N.N'-tétraméthyldiamino-4,4'diphénylméthylèneiminium), ditolyl bas (méthylène bis orthométhylaniline)
- o-Toluidine
- m- et p-crésidine
- o-anisidine
- 4 chloro O-phénylène diamine
- o-aminoazotoluène
- p-diméthylaminoazobenzène